# Wilfried Imrich
Wilfried Imrich (25 de maio de 1941)  é um matemático austríaco que trabalha principalmente na teoria dos grafos. É conhecido por seu trabalho em produtos de gráfos e é autor dos livros Product Graphs: Structure and Recognition (Wiley, 2000, com Sandi Klavžar), Topics in graph theory: Graphs and their Cartesian Products (AK Peters, 2008, com Klavžar e Douglas F. Rall), e Handbook of Product Graphs (2nd ed., CRC, 2011, com Klavžar e Richard Hammack).
Imrich obteve um doutorado na Universidade de Viena em 1965, sob a orientação conjunta de Nikolaus Hofreiter e Edmund Hlawka. Trabalhou como pesquisador para a IBM em Viena, como professor assistente na Universidade Técnica de Viena e na Universidade do Estado de Nova Iorque em Albany, como pesquisador de pós-doutorado na Universidade Estatal de Moscou e, desde 1973, como professor titular na Universidade de Leoben na Áustria. Aposentou-se em 2009, tornando-se professor emérito em Leoben. Faz parte do conselho de assessores da revista Ars Mathematica Contemporanea. Desde 2012 é membro da Academia Europaea.